# Plasmafrequentie
De plasmafrequentie is de frequentie waarmee een verstoring van de neutraliteit in plasma gaat oscilleren, zie Plasmagolven.
De plasmafrequentie {\displaystyle f_{\mathrm {p} }} in Hz wordt gegeven door
{\displaystyle f_{\mathrm {p} }={\sqrt {nq^{2}/m\epsilon _{0}}}/2\pi }
waarin
n = aantal deeltjes per volume in het plasma in 1/m³
q = lading van een deeltje in C
m = massa van een deeltje in kg
ε0 = elektrische permittiviteit van vacuüm = {\displaystyle 1/\mu _{0}c^{2}=8{,}8541878\cdot 10^{-12}} F/m
Voor elektronen geldt:
{\displaystyle q=1{,}60219\cdot 10^{-19}} C
{\displaystyle m=9{,}1095\cdot 10^{-31}} kg
De plasmafrequentie is dus een eenduidige functie van n.

## Ionosfeer
Elektromagnetische straling wordt door plasma gereflecteerd als de frequentie niet veel hoger is dan de plasmafrequentie. Reflectiemeting is bruikbaar om {\displaystyle f_{\mathrm {p} }}, dus n, van hoge lagen van de atmosfeer te bepalen. Omgekeerd leert kennis van n welke radiofrequenties de ionosfeer weerkaatst en welke erdoorheen gaan, wat bijvoorbeeld belangrijk is voor communicatie met ruimtetuigen.
De waarde van n hangt sterk met de hoogte samen. Ze is niet constant, maar wisselt met dag en nacht, omdat de zonnestraling - meer bepaald het ultraviolet licht ervan - voor de ionisatie zorgt. Daarom zijn uitzendingen van radio op lange golflengte 's avonds over verre afstanden te ontvangen. De waarde van n schommelt ook met de cyclus van zonnevlekken.

## Metallische geleiders
Ook voor de ladingsdragers in een geleider, zoals een metaal, is er sprake van een plasmafrequentie. De waarde van deze frequentie hangt af van de eigenschappen van het metaal, zoals het aantal en de mobiliteit van de ladingsdragers, en kan voorspeld worden met het Drude-model.
Voor de meeste elementaire metalen ligt de plasmafrequentie in het (verre) ultraviolet, maar er zijn twee uitzonderingen: koper en goud. Voor deze elementen ligt de frequentie dicht genoeg bij het zichtbare deel van het elektromagnetische spectrum om deze metalen hun karakteristieke kleur te verlenen.
Voor sommige metalen, zoals zilver en goud, kan er aan het scheidingsvlak van het metaal en zijn omgeving plasmonresonantie ontstaan, waarbij onder invloed van licht plasmonen -collectieve trillingen van de geleidingselektronen - kunnen worden gegenereerd. 
Aan vlakke oppervlakken wordt dit effect belemmerd door het feit dat er niet alleen een behoudswet van energie maar ook een van impuls te eerbiedigen valt. Een foton heeft een veel kleinere impuls dan een plasmon. Aan kleine, fijnverdeelde colloïdale deeltjes komt het impulsprobleem te vervallen. Dit verleent aan goudsolen een uiterst intense, wijnrode kleur door een sterke plasmonresonantie bij λ~ 520 nm.